# Шкляева, Дарья Сергеевна
Дарья Сергеевна Шкляева (18 июня 1992, Москва) — российская футболистка, полузащитница.

## Биография
Воспитанница футбольной школы «Чертаново» (Москва). Входила в юниорскую сборную Москвы и признавалась лучшей полузащитницей первенства России среди 17-летних 2007 года.
Во взрослом футболе дебютировала в высшей лиге России в сезоне 2011/12 в составе команды «Измайлово». За четыре года провела в её составе 25 матчей в высшей лиге. Финалистка Кубка России 2013 года.
В 2015 году вернулась в «Чертаново» и за следующие 3 года сыграла 44 матча в чемпионате России. В сезоне 2018 года также была в заявке клуба, но не провела ни одного матча.
Выступала за юношескую и молодёжную сборную России.
Окончила МГАКХиС.